# Eldingen

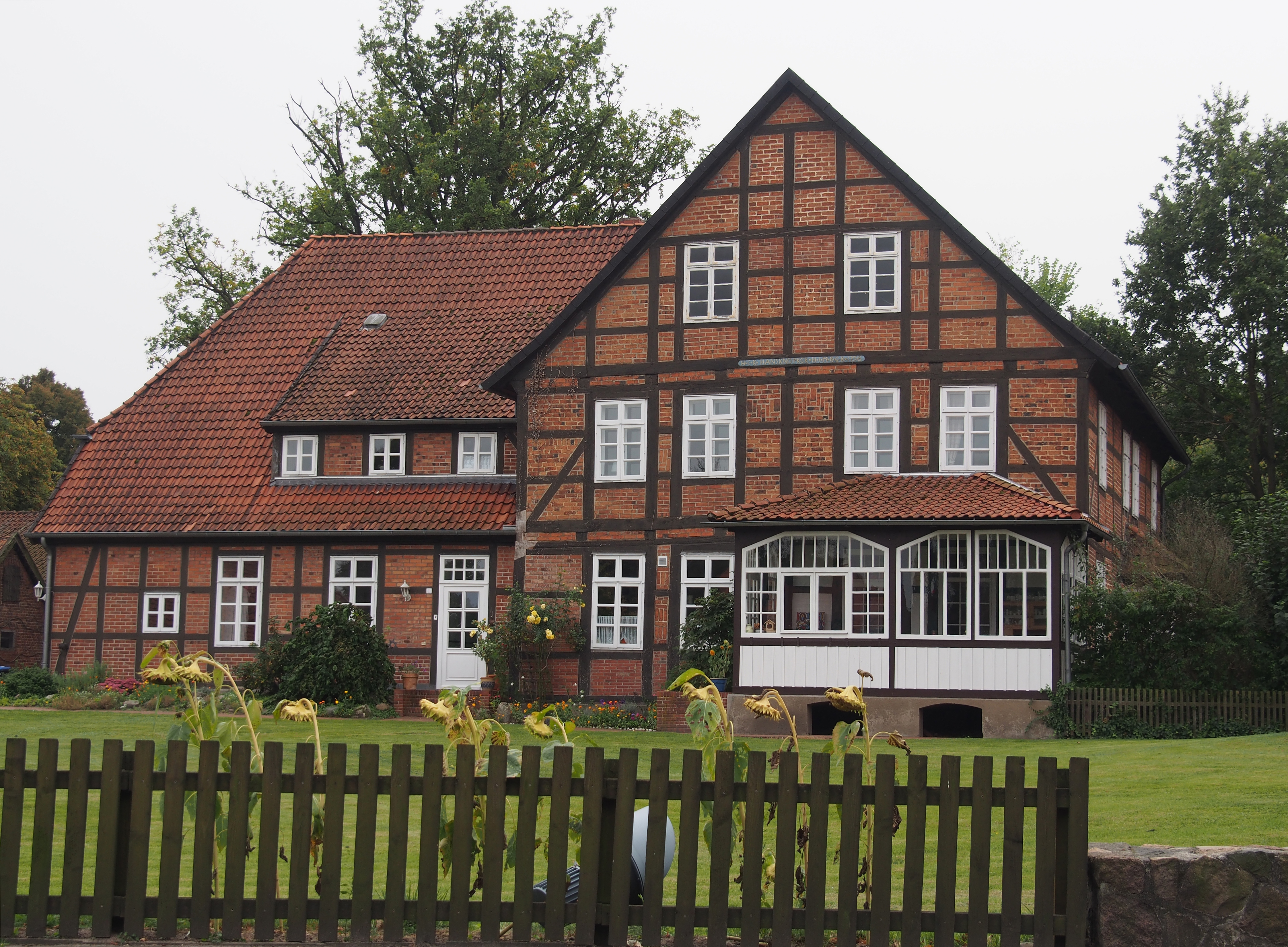
Das Pfarrhaus in Eldingen

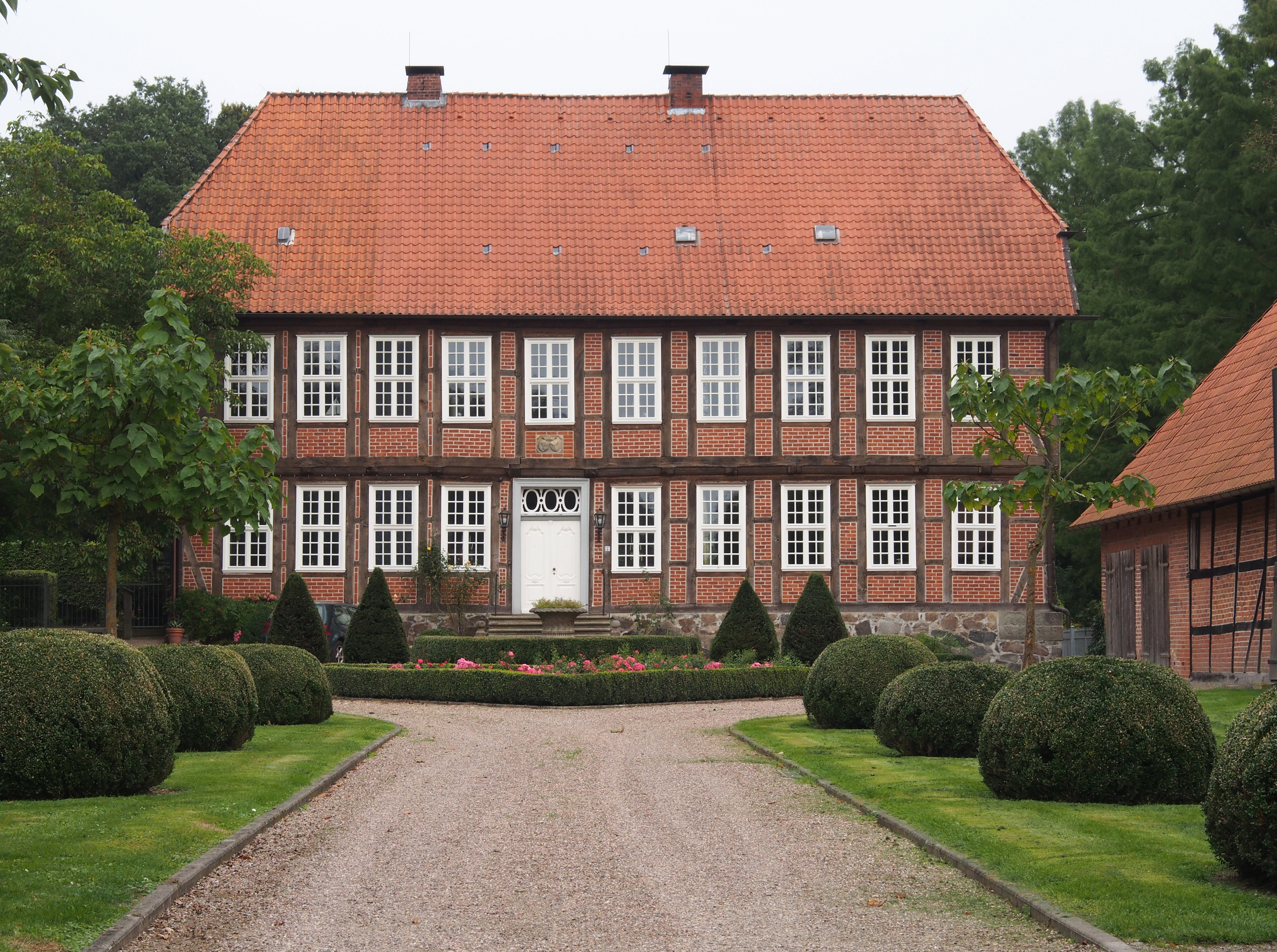
Das Nordgut in Hohnhorst, Stammsitz des Adelsgeschlechtes Hohnhorst

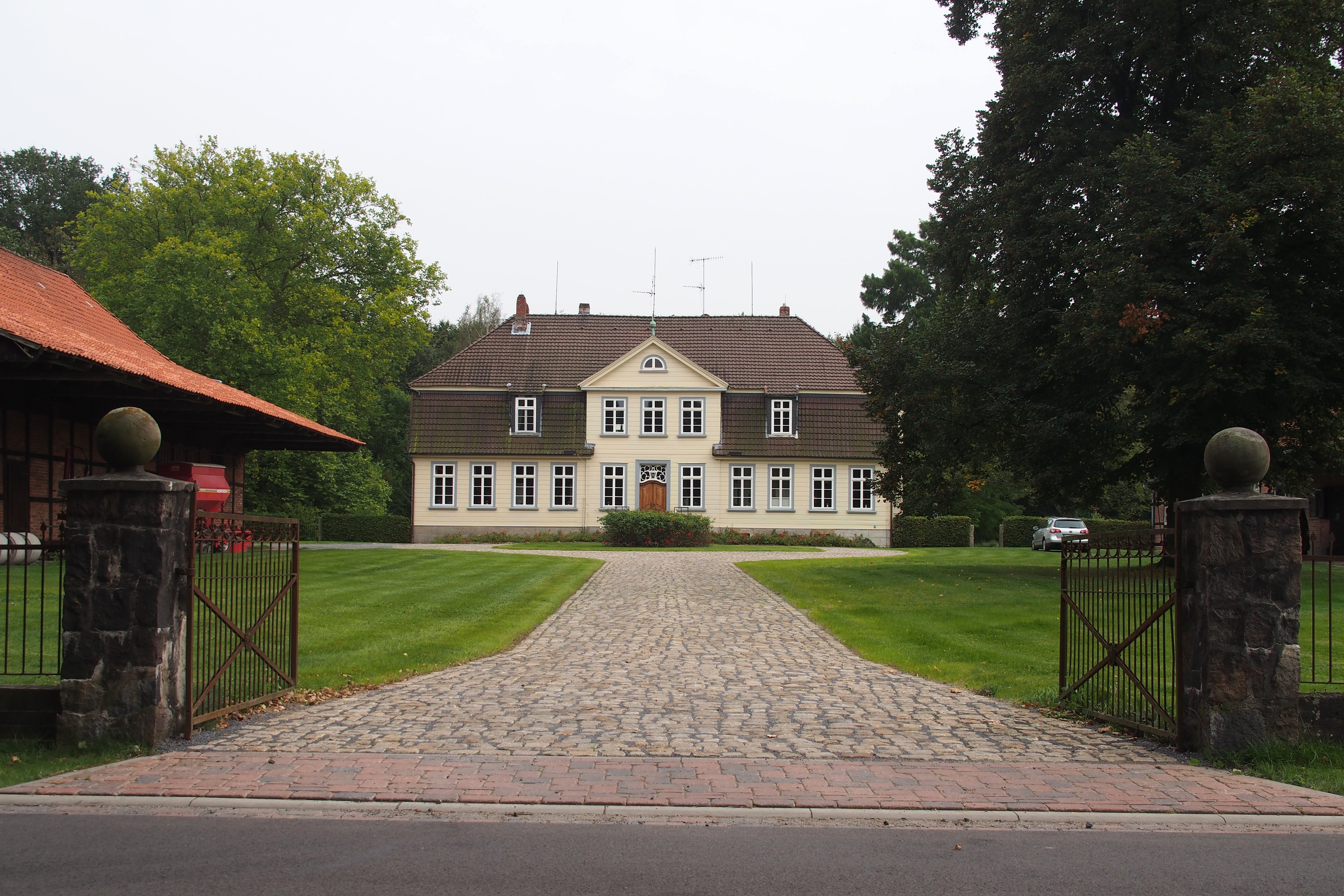
Das Südgut in Hohnhorst

Eldingen ist eine politische Gemeinde am Südrand der Lüneburger Heide und innerhalb der Grenzen des Naturparks Südheide und am östlichen Rand des Landkreises Celle (Niedersachsen). Es ist die an Fläche größte und an Einwohnerzahl zweitgrößte Gemeinde der Samtgemeinde Lachendorf.

## Geografie

### Geografische Lage
Die Gemeinde wird von der Lutter durchflossen, die im Ortsteil Bargfeld das Schmalwasser und die Köttelbeck aufnimmt. Im Südosten grenzt das Gemeindegebiet an die Lachte.

### Nachbargemeinden
- Steinhorst (Entfernung: 4,5 km)
- Beedenbostel (Entfernung: 6,7 km)
- Ahnsbeck (Entfernung: 7,7 km)
- Eschede (Entfernung: 7,9 km)
- Lachendorf (Entfernung: 9,3 km)

### Gemeindegliederung
Eldingen besteht aus den Ortsteilen (in Klammern: Einwohnerzahlen 2005)
- Eldingen (995)
- Bargfeld (188)
- Grebshorn (164)
- Heese (54)
- Hohnhorst (258)
- Luttern (83)
- Metzingen (360)
- Wohlenrode (343)
- Ziegelei (68)

## Geschichte
Erstmals wurde Eldingen 1231 als Elthinge erwähnt.
1543 wurde das Dorf evangelisch. Als Sitz der Herren von Elding, aber auch mit mehreren freien Vollhöfen (später „Meierhöfen“) und als Kirchdorf, überstand es den Dreißigjährigen Krieg mit zahlreichen Kontributionen und Plünderungen, aber ohne Zerstörung. Das Lehnsgut ging Mitte des 17. Jahrhunderts an die Herren von der Wense über. Im Streit der Realgemeinde um Holzrechte kam es 1668 zu einem „Schweinekrieg“ mit dem östlichen Nachbardorf Steinhorst (ein Toter). 1849 kam die Bauernbefreiung in Eldingen an, das Gut verlor seine Sonderrechte auf bäuerliche Dienste. Am 1. Oktober 1890 brannte der Ortskern völlig ab.
Die konservative, nach der preußischen Inbesitznahme des Königreiches Hannover von 1866 noch lange welfentreue Bevölkerung (Reichstagswahl 1928: 40,1 Prozent für die Deutsch-Hannoversche Partei) wählte schon 1930 überwiegend nationalsozialistisch (43,2 Prozent). Am 16. August 1904 bekam Eldingen mit der Inbetriebnahme der Kleinbahn Celle–Wittingen einen Bahnhof und es begann ein bescheidenes Wirtschaftswachstum.
Die Freiwillige Feuerwehr Eldingen wurde am 18. März 1904 gegründet.
1943 wurden zahlreiche Hamburger Bombenopfer einquartiert. Im Zweiten Weltkrieg starben 46 Dörfler als Soldaten. 1945 verhinderte Friedrich Knoop die vom Volkssturm befohlene Sprengung der schmalen Brücke über die Lutter. Der starke Flüchtlingszustrom 1945 stellte hohe Anforderungen an die Gemeinde.
Jahrzehnte nach der ungeplanten Bedeutungszunahme kam es seit 1970 zum Bedeutungsverlust durch starken Gewerberückgang.
Das an Handwerksbetrieben, Geschäften und Gastwirtschaften 1973 immer noch recht differenzierte örtliche Gewerbe ist in allen Ortsteilen seither stark zurückgegangen, ebenso die Zahl der als Vollerwerbswirtschaft betriebenen Höfe. Jedoch haben im Ortsteil Bargfeld jetzt vier Kleinverlage ihren Sitz.

### Eingemeindungen

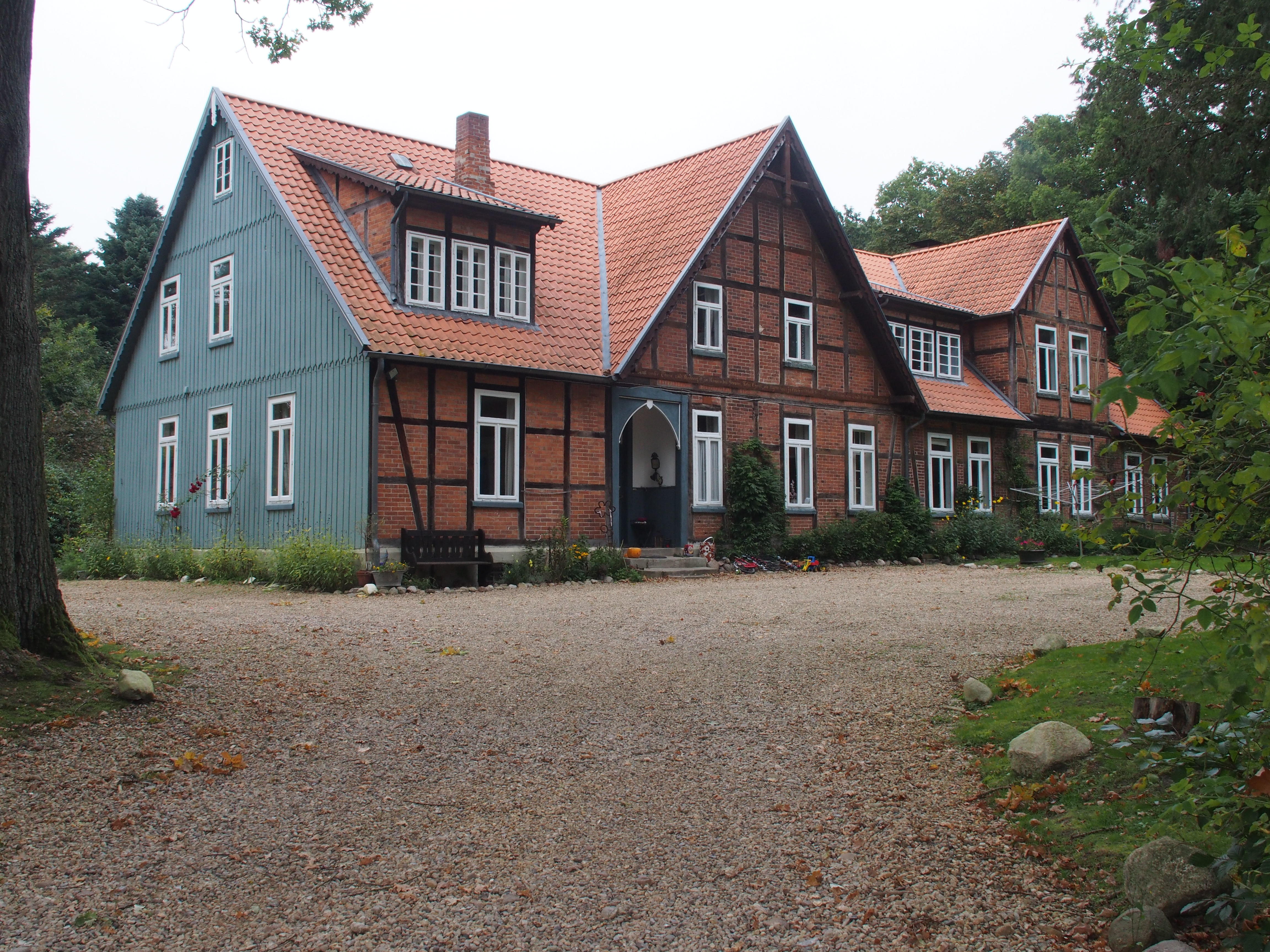
Herrenhaus in Wohlenrode

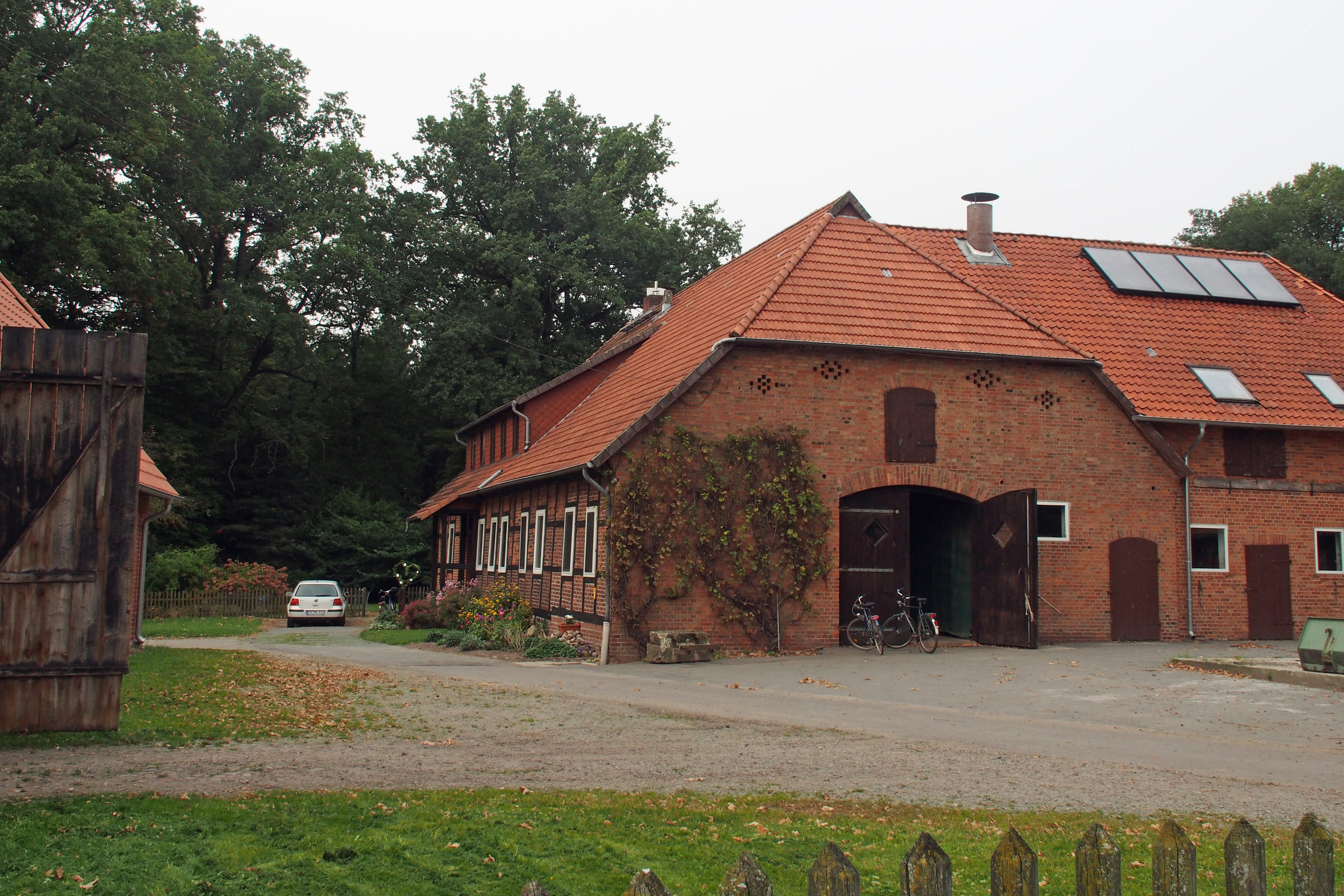
Bauernhof im Ortsteil Heese

Mit dem Gesetz zur Neugliederung der Gemeinden im Landkreis Celle vom 4. Dezember 1972, das mit Wirkung vom 1. Januar 1973 Gültigkeit bekam, wurden die Dörfer (jetzt Ortsteile) Bargfeld, Grebshorn, Heese, Hohnhorst, Luttern, Metzingen und Wohlenrode in die Gemeinde Eldingen eingegliedert, die zur Samtgemeinde Lachendorf kam.

## Religionen
Die meisten Einwohner sind evangelisch. Sie gehören zum Pfarramt Eldingen der Evangelisch-lutherischen Landeskirche Hannover mit Kirchengebäuden in Eldingen und Hohnhorst, Gemeindehaus und Kirchhof in Eldingen.

## Politik

### Gemeinderat
Der Rat der Gemeinde Eldingen setzt sich zurzeit aus 11 Ratsfrauen und Ratsherren zusammen. Die Ratsmitglieder werden durch eine Kommunalwahl für jeweils fünf Jahre gewählt.
Bei der Kommunalwahl 2021 ergab sich folgende Sitzverteilung:
- Wählergemeinschaft-Gemeinsame Liste Eldingen (GLE): 10 Sitze
- Grüne: 1 Sitz

Die letzten Kommunalwahlen ergaben die folgenden Sitzverteilungen:
| Wahljahr | GLE 1 | GRÜNE | CDU | FWG | SPD | FDP | Gesamt   |
| -------- | ----- | ----- | --- | --- | --- | --- | -------- |
| 2021     | 10    | 1     | -   | -   | -   | -   | 11 Sitze |
| 2016     | 13    | -     | -   | -   | -   | -   | 13 Sitze |
| 2011     | 10    | -     | 3   | -   | -   | -   | 13 Sitze |
| 2006     | 7     | -     | 3   | 3   | -   | -   | 13 Sitze |
| 2001     | 7     | -     | 6   | -   | -   | -   | 13 Sitze |

Letzte Kommunalwahl am 12. September 2021, Wahlbeteiligung 63,5 %.

### Wappen
Blasonierung: „Gespalten und rechts halbgeteilt, oben in Grün eine silberne Pflugschar, unten in Blau ein halbes rechtes silbernes Mühlrad, links in Rot ein aufrechter Löwe über einem abgesenkten Wellenbalken, beide silbern.“

## Kultur und Sehenswürdigkeiten

### Museen
Im Ortsteil Bargfeld befinden sich das Arno-Schmidt-Museum der dort domizilierenden Arno-Schmidt-Stiftung und die Dauerausstellung der Photoinstallation „Ende des Schweinekrieges zwischen Eldingen und Steinhorst“ der Fotografin Marion Gülzow (im Rahmen der Aktion „Magische Orte in der Südheide“) im Gasthof Bangemann.

### Bauwerke
Sankt-Marien-Kirche

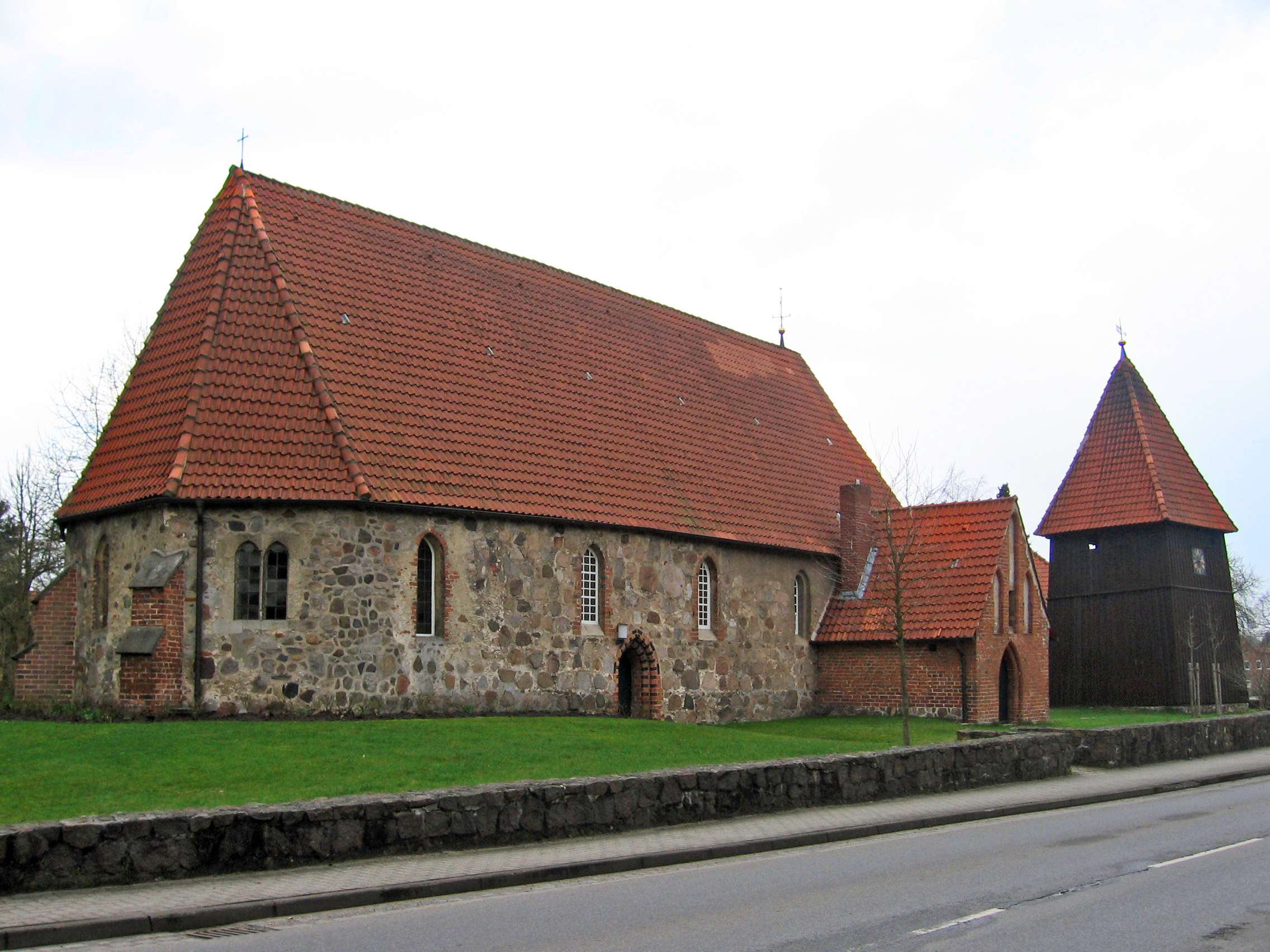
St.-Marien-Kirche in Eldingen

Die evangelisch-lutherische Sankt-Marien-Kirche ist indirekt schon in der Urkunde von 1231 erwähnt, stammt aber in ihrer heutigen Gestalt weitgehend aus dem 14. Jahrhundert. Das Kirchenschiff besteht abgesehen vom jüngeren Westgiebel fast ganz aus Feldstein. Das Portal in der Mitte der Nordwand mit seinem Gewände aus rotem und schwarz glasiertem Backstein ist nach aller Wahrscheinlichkeit gleichfalls mittelalterlich und somit ein Zeugnis der Backsteingotik. Einige der gotischen Spitzbogenfenster sind ebenfalls in Backstein gefasst, jedoch ohne ästhetisches Bemühen. Im 17. oder 18. Jahrhundert wurde der Dachstuhl mit der hölzernen Tonnendecke errichtet. Die westliche Vorhalle wurde im 19. Jahrhundert, die nördliche um 1900 gebaut. Beide sind also der Neugotik zuzurechnen. Zeitweise gab es auch vor dem backsteingefassten Portal eine Vorhalle. Zur Kirche gehört ein freistehender hölzerner Glockenturm, der an der Nord- und Westseite eine Uhr aufweist. Er beherbergt drei Bronzeglocken von 1953. Die alte Glocke aus dem Jahr 1465 hatte 1952 einen Sprung bekommen. Der Turm musste 1969 wegen des Baus der Landstraße Celle–Wittingen um einige Meter verschoben werden.
Im Innern der Kirche befindet sich ein wertvoller geschnitzter Flügelaltar aus der Zeit um 1425. Vor dem Altar steht ein romanischer Taufstein aus dem 1231 erwähnten Vorgängerbau. Die beiden silbernen Kronleuchter stammen aus der zweiten Hälfte des 17. Jahrhunderts. Die beschnitzte Kanzel aus dem Ende des 16. Jahrhunderts trägt Gemälde der vier Evangelisten in Rahmen, die wie Renaissanceportale gestaltet sind. Die in Anklang an die Kanzel gestaltete Empore erstreckt sich an der West- und der Nordwand. Gegenüber hängt an der Südwand ein hölzernes Kruzifix von fast zwei Meter Höhe.

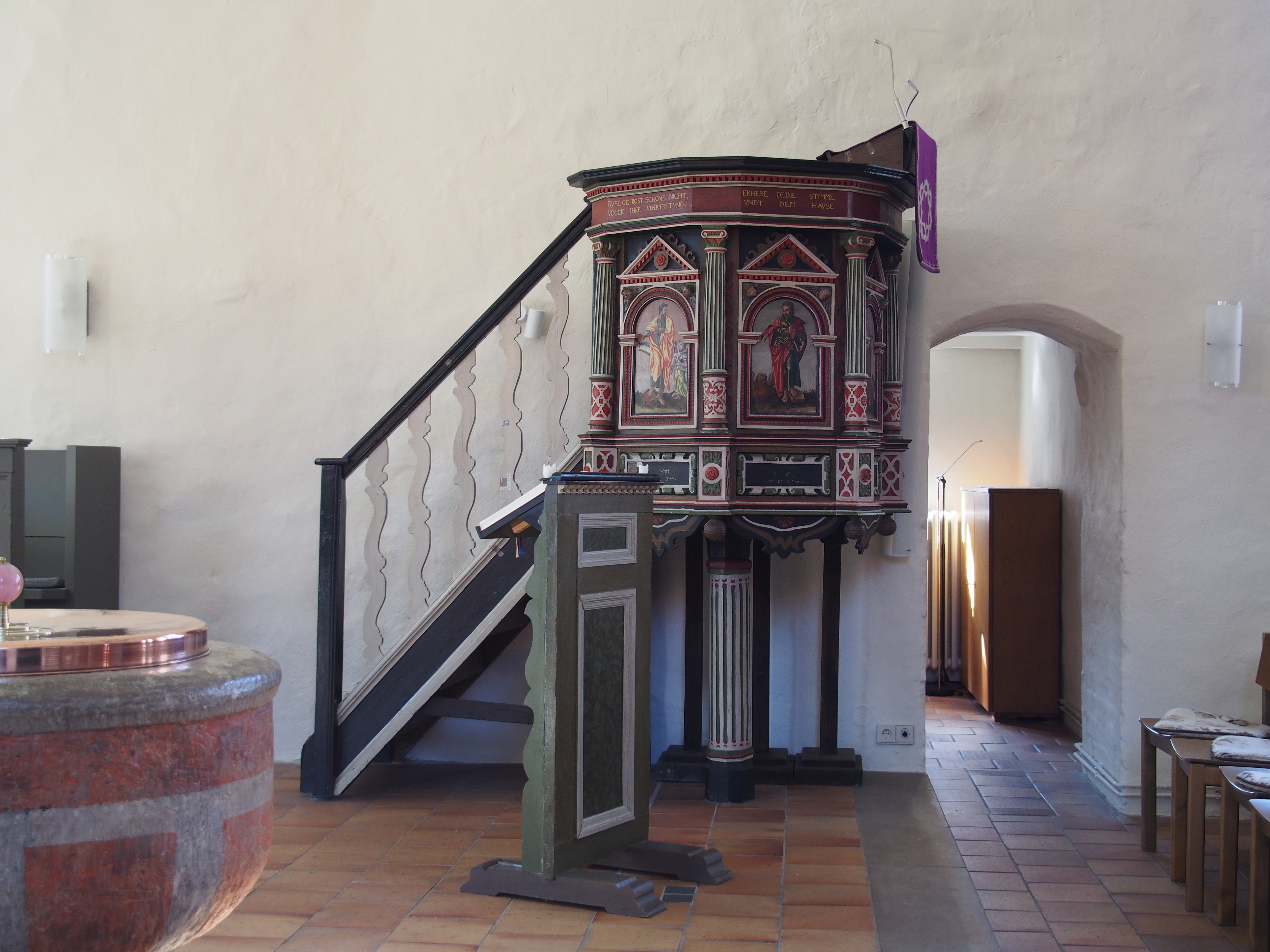
Kanzel, 16. Jahrhundert
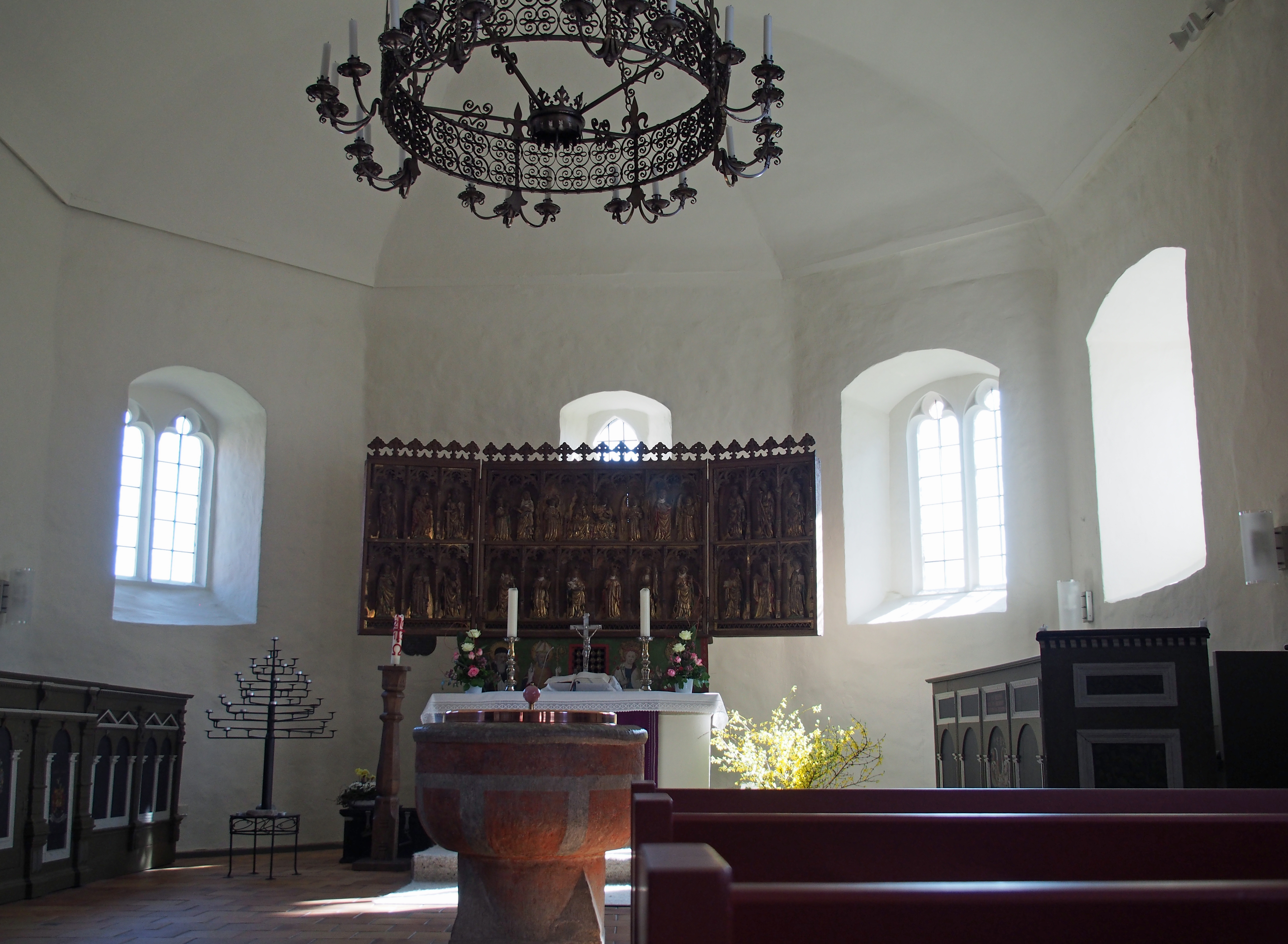
Altar, Taufstein und Silberleuchter
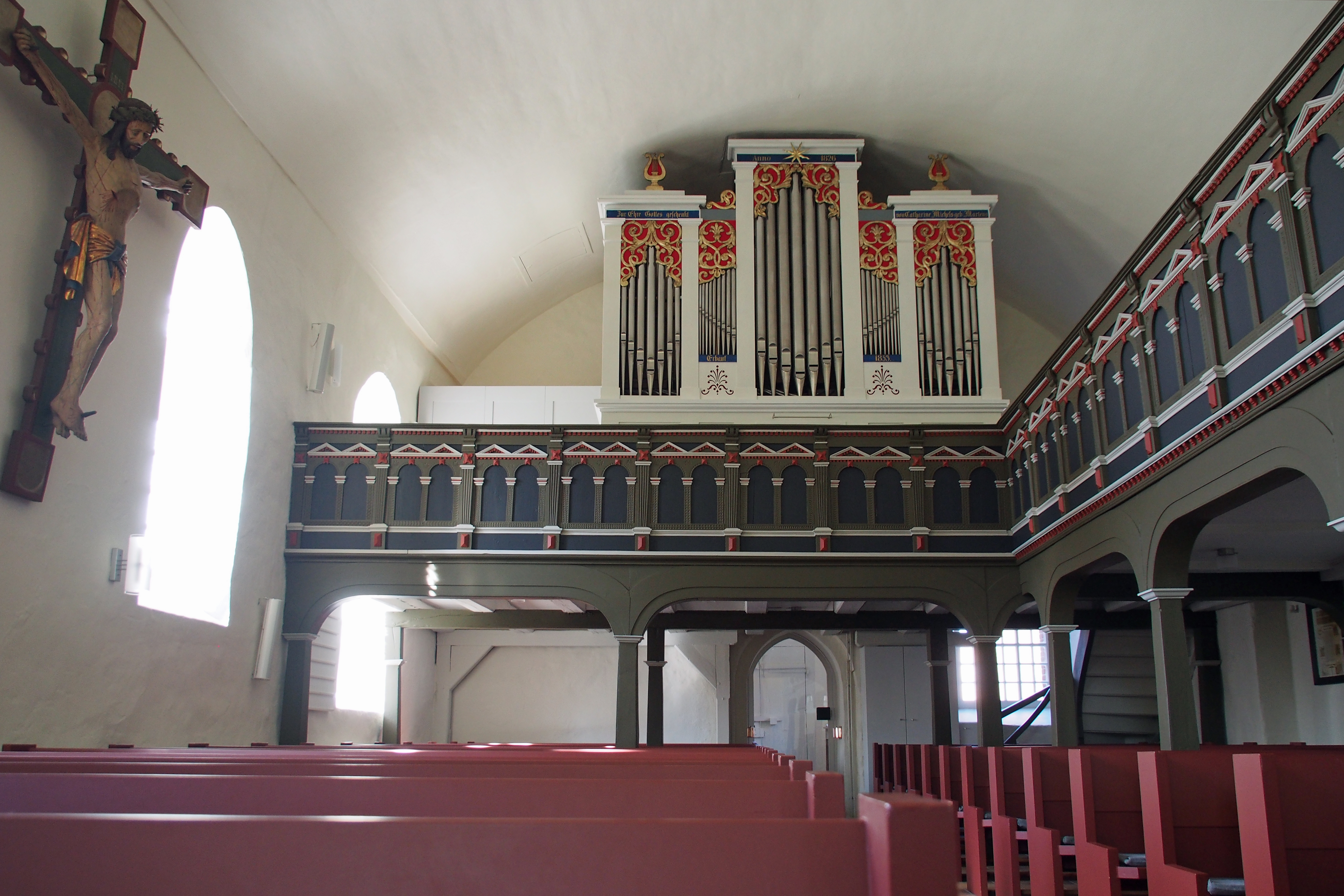
Empore, Orgel und Wandkreuz

Die Kirche besitzt die einzige heute noch größtenteils alt erhaltene Eduard-Meyer-Orgel im Kirchenkreis Celle. Sie wurde im Jahre 1853 mit 16 Registern auf zwei Manualen und Pedal erbaut. Im Jahr 1917 mussten die originalen Prospektpfeifen als Material für den Ersten Weltkrieg abgegeben werden. Inzwischen hat das Instrument aber wieder entsprechende Ersatzpfeifen. Mitte des 20. Jahrhunderts wurde bei einschneidenden Umbaumaßnahmen die Orgel verändert und klanglich entstellt. 2012 wurde sie von der Orgelbauwerkstatt Udo Feopentow durch umfassende Restaurierungsarbeiten renoviert.
| I Manual C–f3 |            |     |                                                   |
| 1.            | Bourdon    | 16′ | ab c0 Holz, ab c1 Metall                          |
| 2.            | Principal  | 8′  | C, Cis Holz, ab D Prospekt 75 % Zinn, ab f2 innen |
| 3.            | Rohrflöte  | 8′  | C–H Holz, ab c0 Metall, ab c3 offen               |
| 4.            | Octave     | 4′  | Metall                                            |
| 5.            | Spitzflöte | 4′  | Metall                                            |
| 6.            | Octave     | 2′  | Metall                                            |
| 7.            | Mixtur III |     | weitgehend rekonstruiert, Metall                  |
| 8.            | Trompete   | 8′  | rekonstruiert, Metallbecher                       |

| II Manual (im Schwellkasten) C–f3 |               |    |                                                  |
| 9.                                | Gedact        | 8′ | C–H Holz, ab c0 Metall gedeckt                   |
| 10.                               | Salicional    | 8′ | C–H zus. mit Gedact, ab c0 rekonstruiert, Metall |
| 11.                               | Gedacktflöte  | 4′ | Metall, gedeckt, ab f2 konisch offen             |
| 12.                               | Waldflöte     | 2′ | Metall                                           |
| 13.                               | Cornett 2fach |    | Quintreihe vorhd., Terzreihe passend ergänzt     |

| Pedal C–c1 |               |     |                           |
| 14.        | Subbass       | 16′ | Holz, gedeckt             |
| 15.        | Principalbass | 8′  | Holz, offen               |
| 16.        | Octave        | 4′  | Metall                    |
| 17.        | Posaune       | 16′ | rekonstruiert, Holzbecher |

- Nebenregister: Tremulant (Zusatz), Zimbelstern (original), Calcant
- Schwelltritt: (auch als Registerzug „Forte II, Man.“ per Hand bedienbar)

### Musik
In der Marienkirche werden zuweilen Konzerte gegeben.

### Findling
Als Denkmal steht in der Ortsmitte ein großer Findling mit der Inschrift „750 Jahre Eldingen 1995“.
Durch die erste urkundliche Erwähnung vom 31. Oktober 1231 (siehe Geschichte) sind „750 Jahre Eldingen“ auf 1981 vorzudatieren.
Am nordwestlichen Ortsausgang steht das Denkmal zu Ehren der Gefallenen des Ersten und Zweiten Weltkrieges.

### Schloss Eldingen

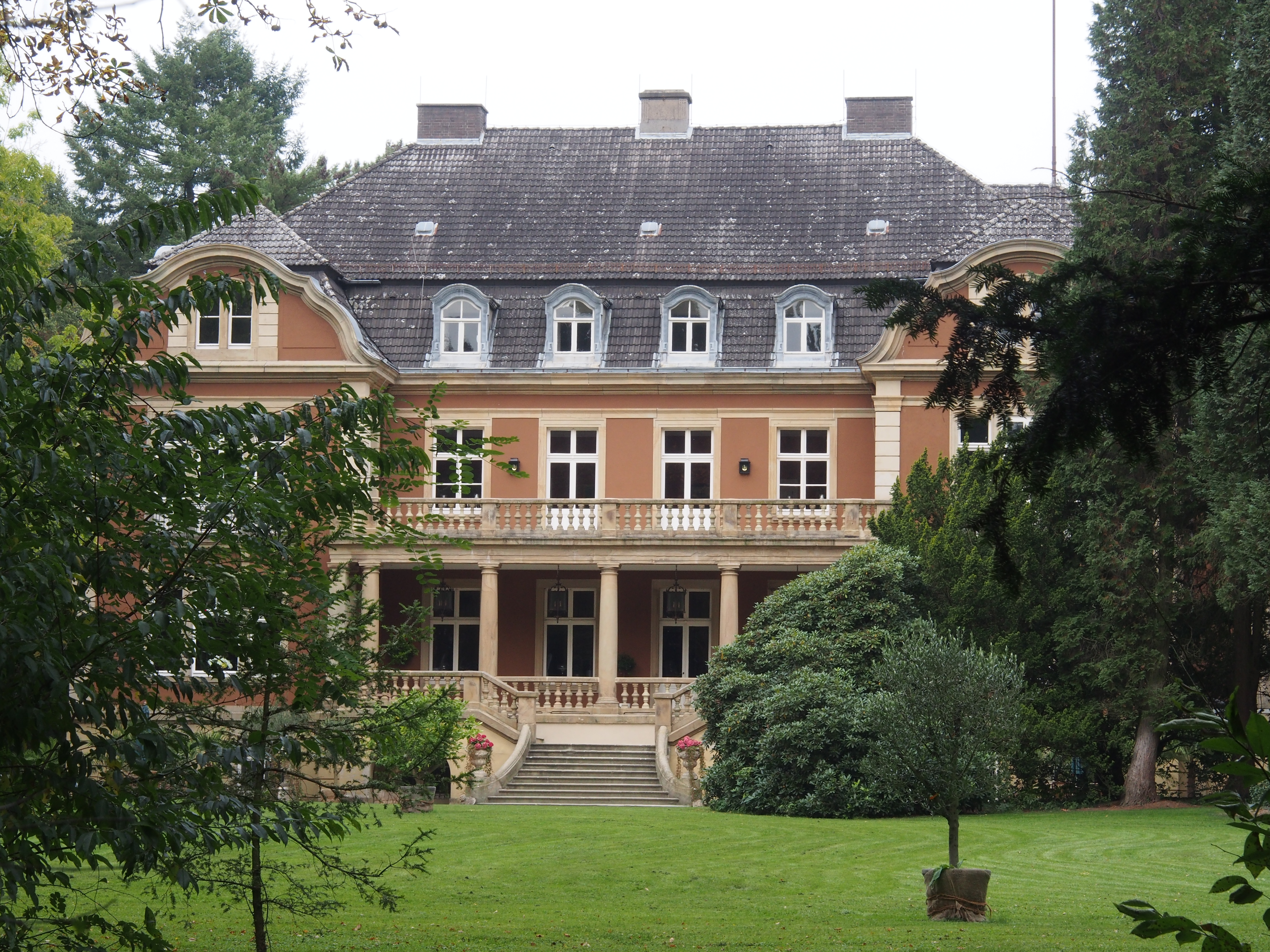
Schloss Eldingen

Das Schloss Eldingen ist ein Herrenhaus, das 1904–1907 im Neobarockstil nach Plänen des Architekten Hermann Schaedtler für Baron Walther Johannes von Caron (1855–1937), dem Bruder des Albert von Caron erbaut wurde. Das Schloss diente im August/September 2008 auch als Kulisse für den Film Berlin 36. Im Jahr 2010 erwarb Hans Gebhard von der Wense das Eldinger Schloss, um es anschließend an das Unternehmen ECM weiterzuverkaufen. In den darauffolgenden Jahren wurde es durch Privatinvestoren renoviert und restauriert, heute können die Räume des Schlosses für Tagungen, Messen oder Feierlichkeiten wie zum Beispiel Hochzeiten, gemietet werden. Jährlich findet auf dem Gelände die Veranstaltung Winterträume statt, bei der Wohnkultur, Kunst und Design, Antiquitäten, Schmuck, Landhausmoden und Winterdekorationen von rund 160 Ausstellern angeboten werden. Die Veranstaltung hat jeweils tausende Besucher.

### Naturschutzgroßprojekt

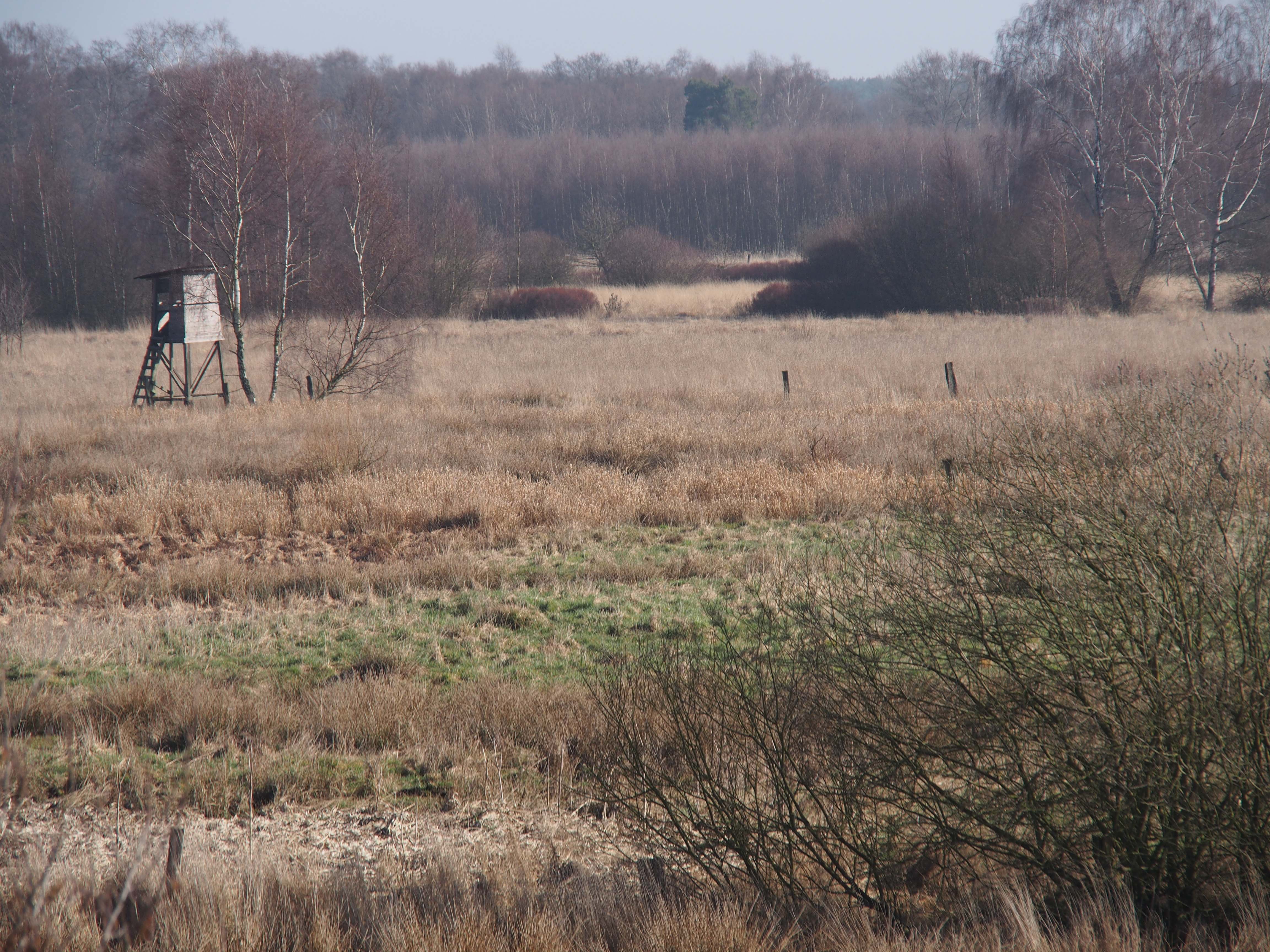
Postmoor bei Bargfeld im Naturschutzgebiet Lutter

Große Teile der Gemarkung fallen in das „Naturschutzgebiet Lutter“.
Dieses Naturschutzgroßprojekt wurde vom Bundesamt für Naturschutz, dem Land Niedersachsen sowie den Landkreisen Celle und Gifhorn von 1989 bis 2006 mit 16,5 Millionen Euro gefördert.

### Sport
Eldingen weist einen Sportplatz und eine Turnhalle auf, in Eldingen wirken die Sportgemeinschaft Eldingen von 1957 und die Schützengesellschaft Eldingen von 1862.
Im Ortsteil Metzingen liegt der Flugplatz „Segelfluggelände – Berliner Heide“. Der Flugtechnische Verein Metzingen e. V. betreut ihn und bildet auch Jugendliche und Erwachsene im Segelflug aus.

### Regelmäßige Veranstaltungen
Osterfeuer sind noch allgemein üblich.
Der 1891 gegründete Club Einigkeit Bargfeld veranstaltet alljährlich im Februar seinen mehrtägigen Faslam mit kostümiertem Festzug durch das Dorf und geselligen Veranstaltungen. Jährlich im Spätherbst veranstaltet die Freiwillige Feuerwehr Bargfeld ihren Bargfelder Fackel- und Laternenumzug mit Musik für Kinder und Eltern.
Seit über 25 Jahren richtet die Sportgemeinschaft Eldingen jeweils vom dritten bis zum vierten Juliwochenende ihre Sportwoche aus, die ihren Höhepunkt in der „Blau-Weißen Nacht“ zum Abschluss der Woche findet.
Eine überregionale Bekanntheit hat der „Bohnencup“ gewonnen. Die Freizeitfußballmannschaft „Schluck die Bohne“ Bargfeld veranstaltet dieses Hobbyturnier jedes Jahr Ende Juni auf dem Eldinger Sportplatz.

## Wirtschaft und Infrastruktur

### Wirtschaft und ansässige Unternehmen
Die Zahl der Vollerwerbslandwirtschaften ist stark zurückgegangen, typisch ist der Nebenerwerbslandwirt geworden. Der Landfrauen-Verein Eldingen veranstaltet Erfahrungsaustausche und Bildungsfahrten; in den Ortsteilen wirken jeweils Ortsvertrauensfrauen.
Im Ortsteil Eldingen befindet sich eine Postagentur. Im Ortsteil Bargfeld befindet sich das Antiquariat Das Bücherhaus. Einkaufsmöglichkeiten in Form von einem kleinen Supermarkt mit Bäcker im Ortskern sind ebenso zu finden, wie eine ansässige Tankstellenkette.

### Verkehr
Der Bahnhof Eldingen liegt an der Bahnstrecke Celle–Wittingen der Schieneninfrastruktur Ost-Niedersachsen GmbH. Die Strecke wird nicht mehr regulär im Personenverkehr befahren. Die Landesstraße 282 von Celle durchquert Eldingen in West-Ost-Richtung und endet weiter östlich an der B 4. Die Landesstraße 283 verläuft in Nord-Süd-Richtung durch Eldingen.
Im Ortsteil Metzingen liegt das Segelfluggelände Berliner Heide.

### Öffentliche Einrichtungen
Eine Verwaltungsstelle der Samtgemeindeverwaltung Lachendorf ist an der Schulstraße 11 untergebracht.
Die örtlichen Feuerwehren Bargfeld, Eldingen, Hohnhorst und Metzingen sind in die Kreisfeuerwehrbereitschaft des Landkreises Celle eingebunden. Sie sorgen für den Brandschutz und die allgemeine Hilfe auf dem Gemeindegebiet.

### Bildung
Im Ortsteil Eldingen liegen die Grundschule (seit vor 1765 nachgewiesen, Einzugsbereich die Ortsteile Bargfeld, Eldingen, Grebshorn, Heese, Hohnhorst), die Gerd-Wilhelm-Rotermund-Gemeindebücherei und der Kindergarten. Die anderen Ortsteile werden von der Fahrbibliothek des Landkreises Celle 14-täglich angefahren.

## Persönlichkeiten

### Persönlichkeiten aus Eldingen samt seinen Ortsteilen
- August von der Wense (* 6. August 1792 in Wohlenrode; † 27. August 1867 in Holdenstedt), Verwaltungsjurist und königlich-hannoverscher Drost und Landrat
- Heinrich Severloh (* 1923 in Metzingen; † 2006 in Lachendorf), Bauernsohn, dann 1944 Wehrmachtssoldat und vielgenannter Maschinengewehrschütze auf Omaha Beach

### Persönlichkeiten, die vor Ort gewirkt haben
In den damals noch selbstständigen politischen Gemeinden lebten:
Bargfeld:
- Gotthelf Schlotter, (* 24. Dezember 1922 in Hildesheim; † 4. August 2007 in Darmstadt), Bildhauer
- Alice Schmidt (* 24. Juni 1916 in Greiffenberg; † 1. August 1983 in Bargfeld), Schriftstellerin
- Arno Schmidt (* 18. Januar 1914 in Hamburg-Hamm; † 3. Juni 1979 in Celle), Schriftsteller und Übersetzer

Eldingen:
- Hermann von Boetticher (* 13. August 1887 in Eldingen; † 1941 vermutlich in Schloss Sonnenstein) Schriftsteller und Dramaturg

Metzingen OT Ziegelei:
- Kurt Mühlenhaupt (* 19. Januar 1921 in Klein Ziescht; † 16. April 2006 in Bergsdorf), Maler

In Eldingen lebt:
- Bernd Rauschenbach (* 30. Juli 1952 in Berlin), Literaturwissenschaftler